# Kathedrale von Avignon

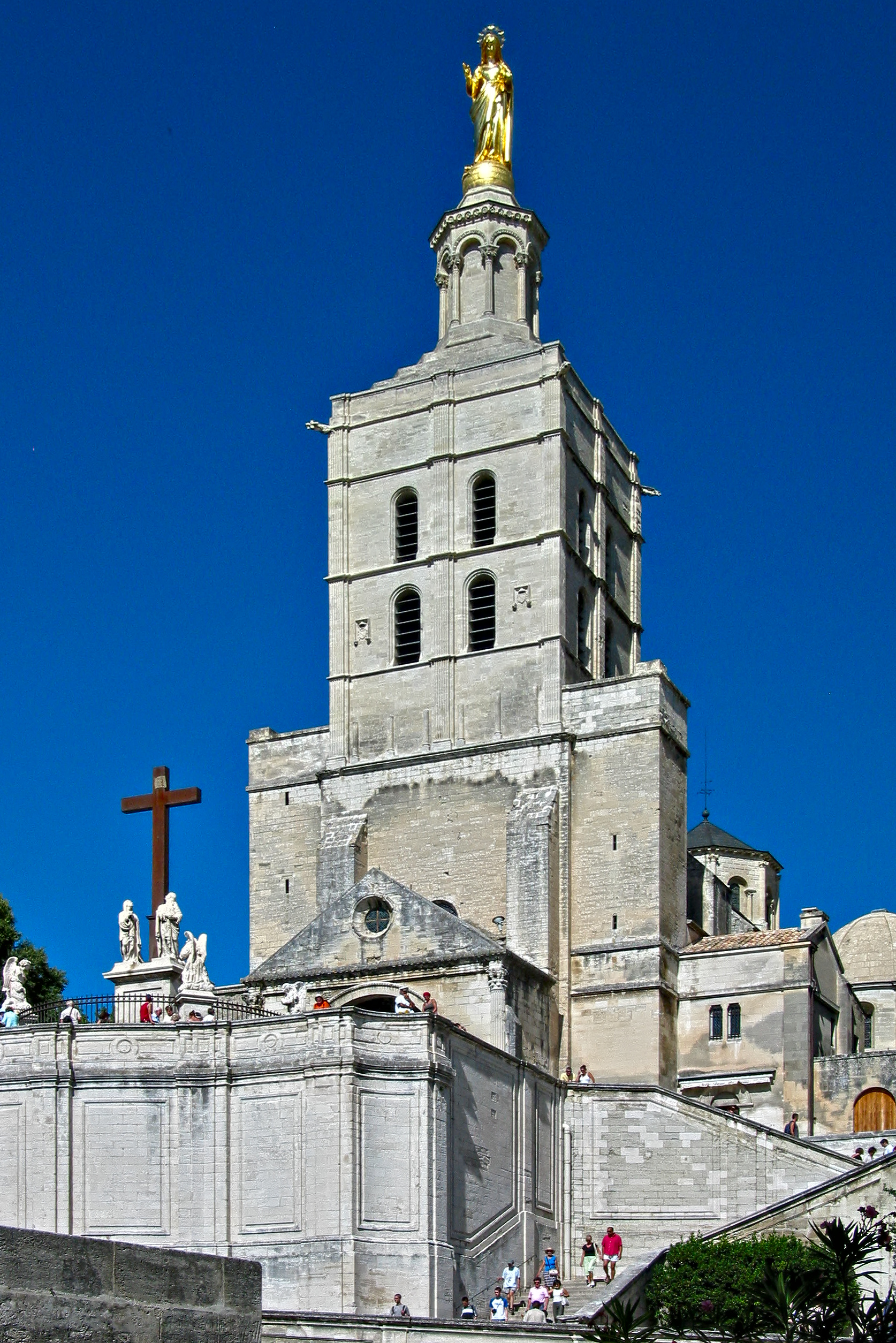
Die Kathedrale Notre-Dame-des-Doms

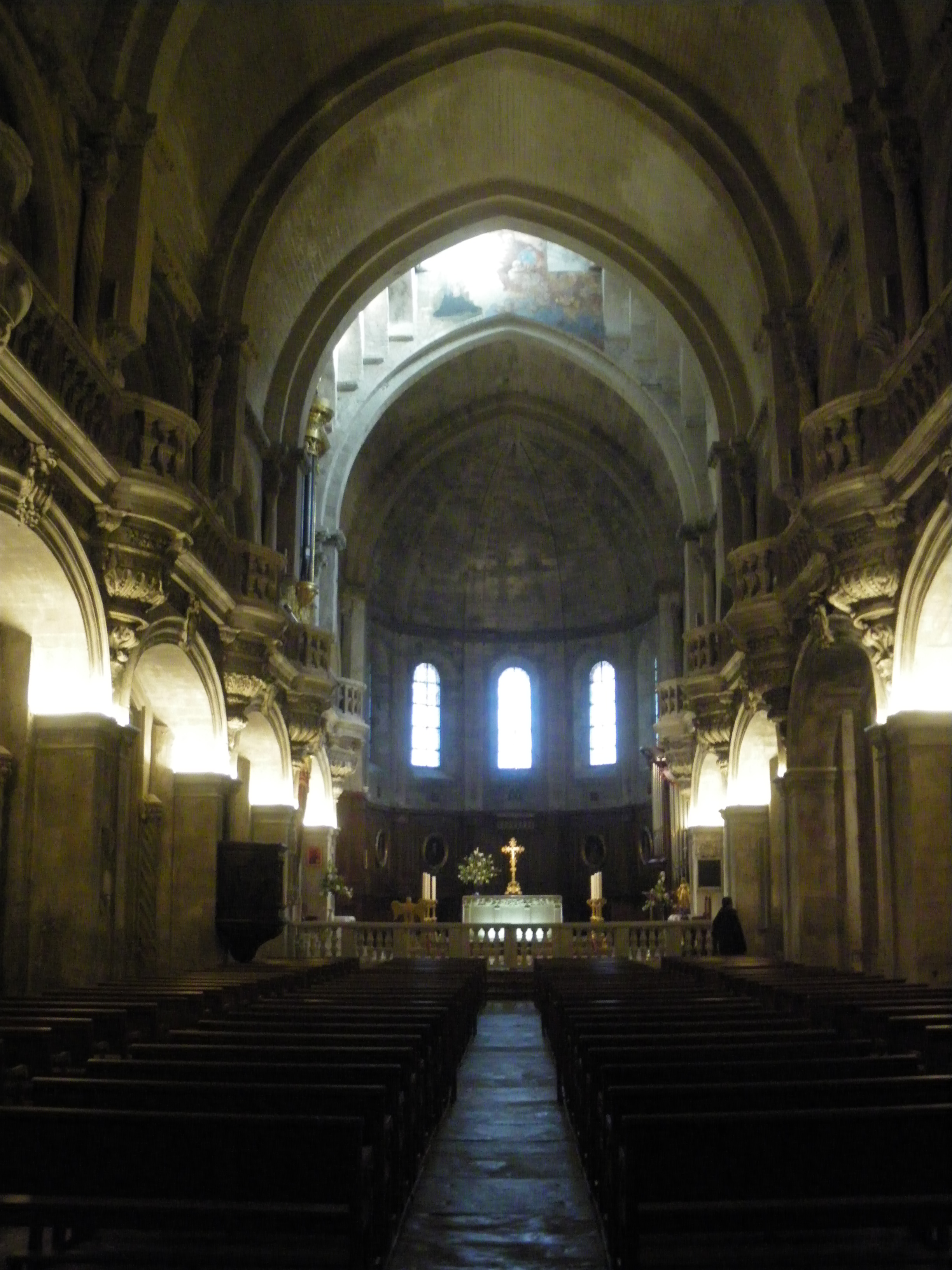
Blick auf den Chorraum

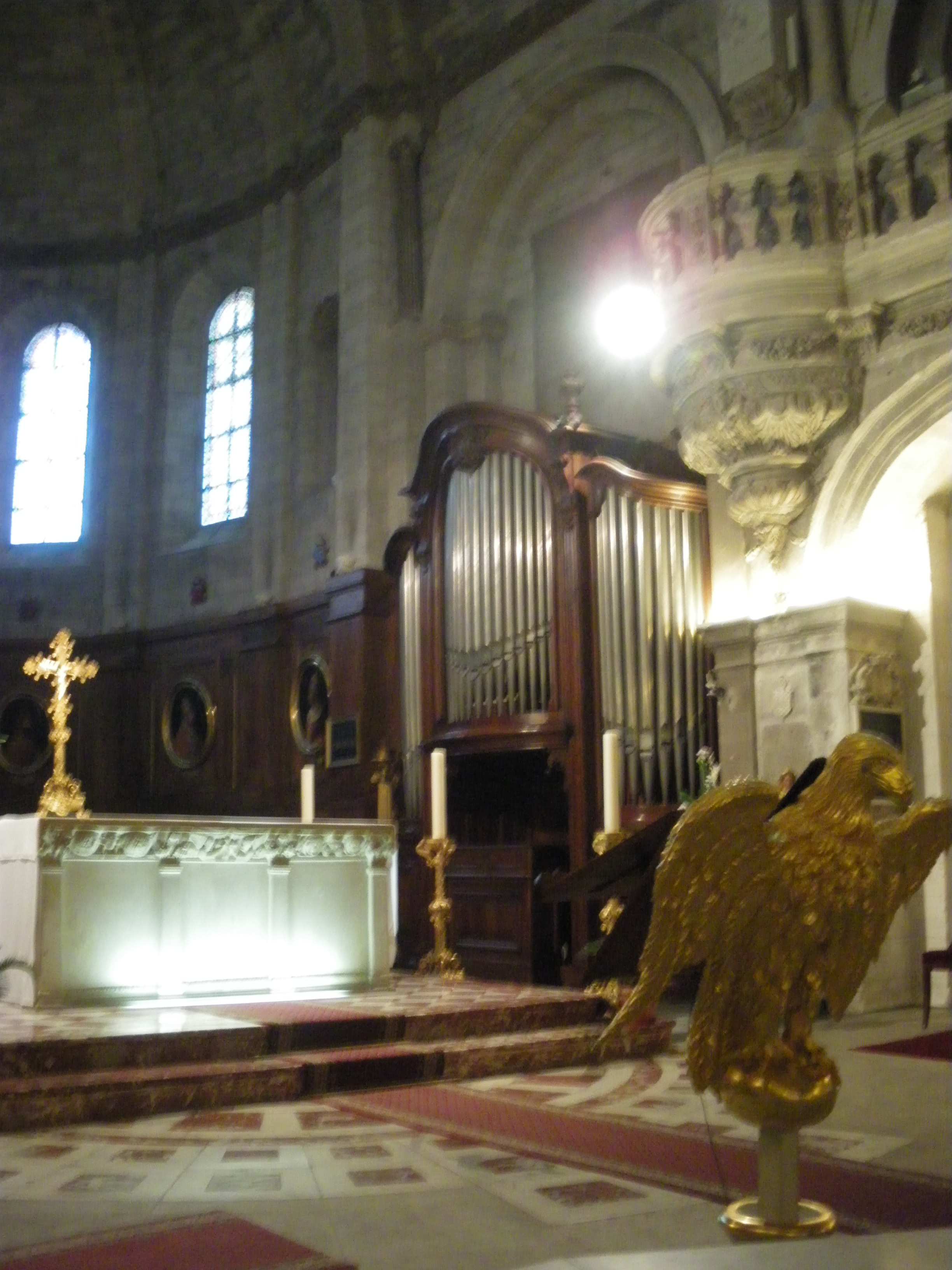
Ambo, Altar, Chororgel

Die Kathedrale von Avignon oder Cathédrale Notre-Dame-des-Doms d’Avignon ist die römisch-katholische Kathedrale des Erzbistums Avignon in Südfrankreich und Sitz des Erzbischofs von Avignon. Die Kirche befindet sich oberhalb des Papstpalastes auf einem Felssporn im Norden der Stadt.

## Beschreibung
Die Kathedrale ist ein romanisches Bauwerk, das hauptsächlich im 12. Jahrhundert entstanden ist und zunächst nur aus dem Hauptschiff bestand. Erst während des Pontifikates von Johannes XXII. im 14. Jahrhundert wurde die Kathedrale um die seitlichen Kapellen erweitert.

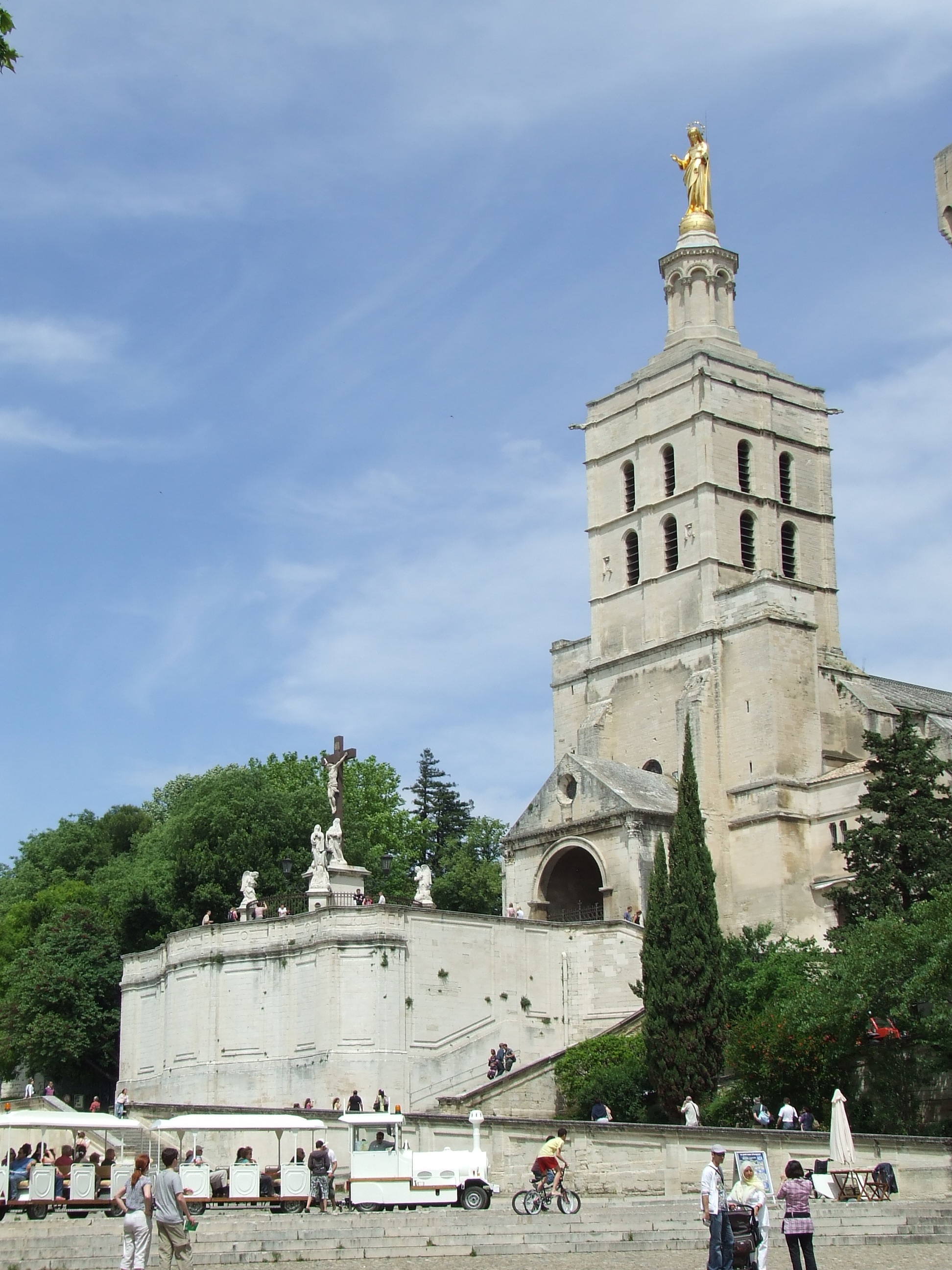
Kathedrale im Stadtbild
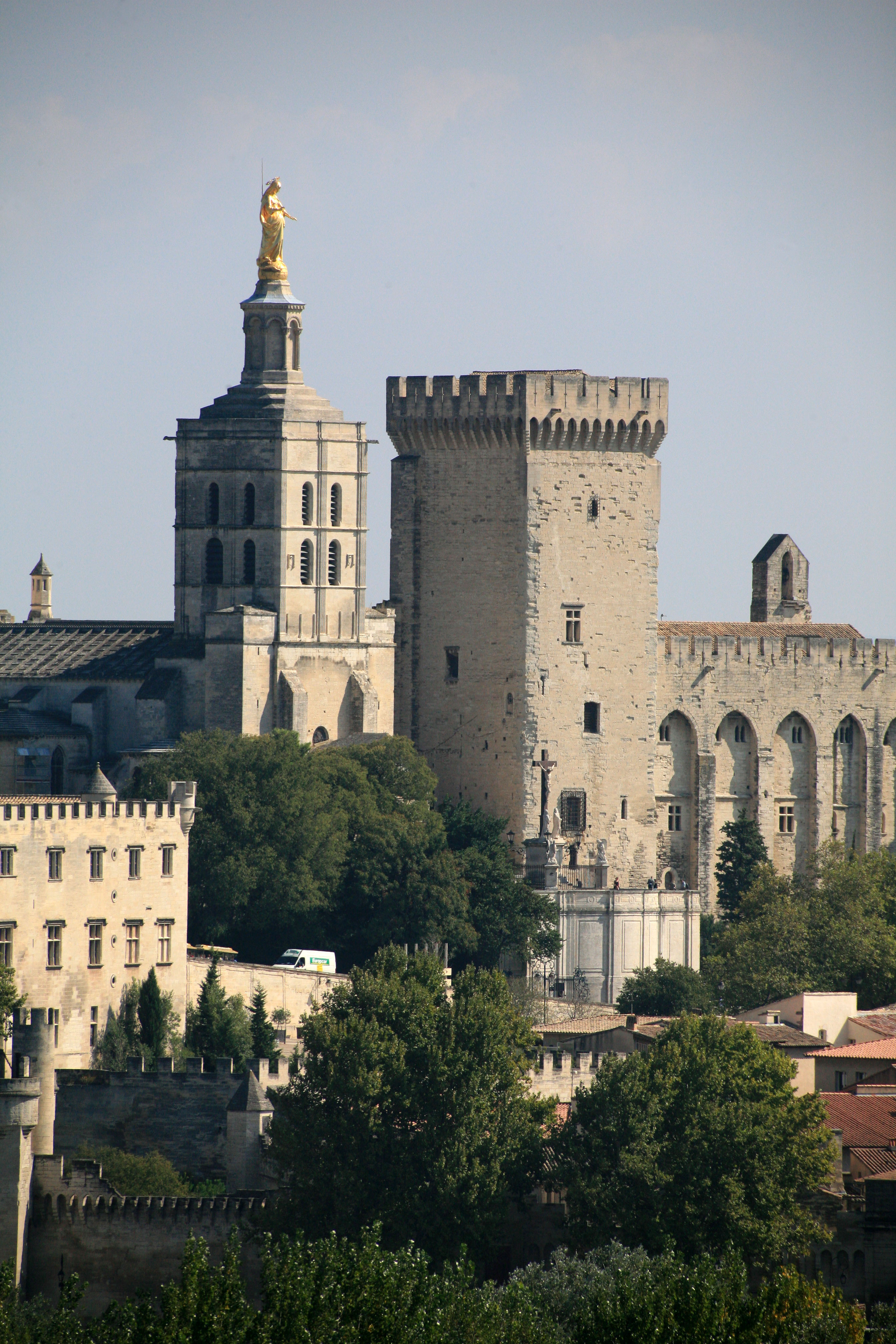
Kathedrale im Stadtbild
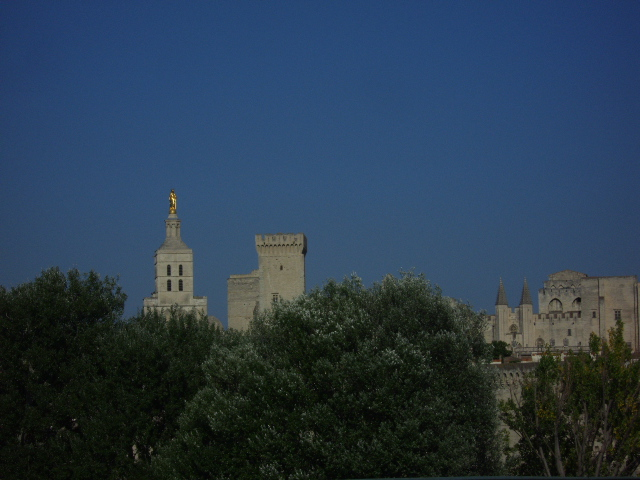
Kathedrale im Stadtbild

Im 17. Jahrhundert wurde das Presbyterium umgebaut (1670) und eine Galerie im barocken Stil hinzugefügt. Im Presbyterium befindet sich ein aus weißem Marmor gefertigter Bischofsthron aus dem 12. Jahrhundert, auf dem auch die Päpste gesessen haben. Er ist mit Skulpturen der Symbole der beiden Evangelisten Markus und Lukas (geflügelter Löwe und geflügelter Stier) verziert.
Während der Französischen Revolution wurde die Kathedrale stark zerstört und in ein Gefängnis umgewandelt. Erneuert wurde die Kathedrale in der ersten Hälfte des 19. Jahrhunderts auf Initiative des damaligen Erzbischofs und späteren Kardinals Jakob du Pont.
Von den zahlreichen Kunstwerken im Inneren der Kathedrale ist das Mausoleum des Papstes Johannes XXII. wohl das bedeutendste. Es ist ein Meisterwerk der gotischen Schnitzerei des 14. Jahrhunderts. In der gleichen Kapelle ist ebenfalls die Schatzkammer untergebracht, in der liturgische Gefäße und Kleider, Reliquienbehälter und Kultgegenstände ausgestellt werden.
Seit 1995 gehört die Kathedrale zusammen mit dem Papstpalast (Palais des Papes) und der Pont Saint-Bénézet genannten steinernen Brücke über die Rhône zum UNESCO-Weltkulturerbe.

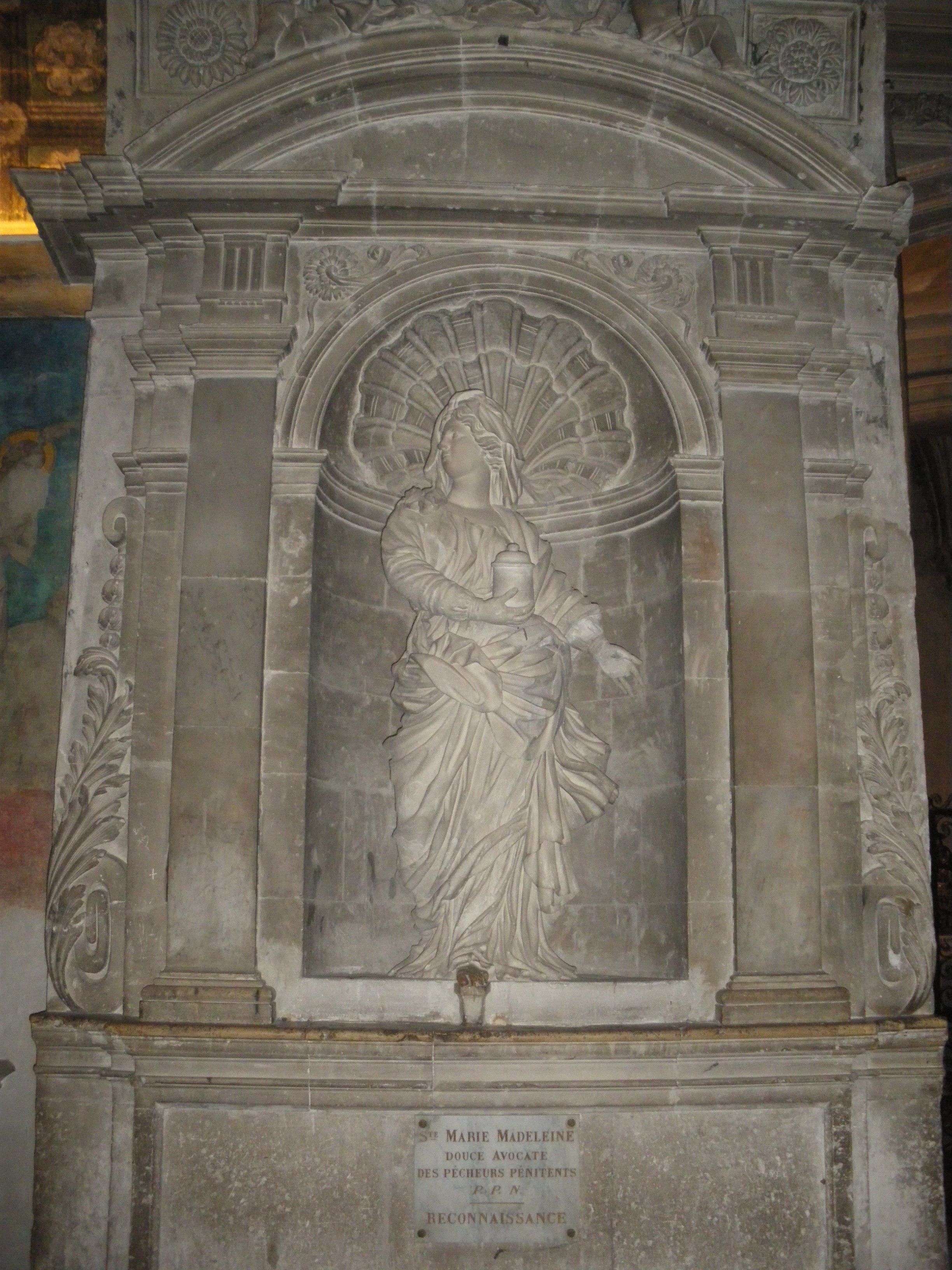
Statue der Maria Magdalena
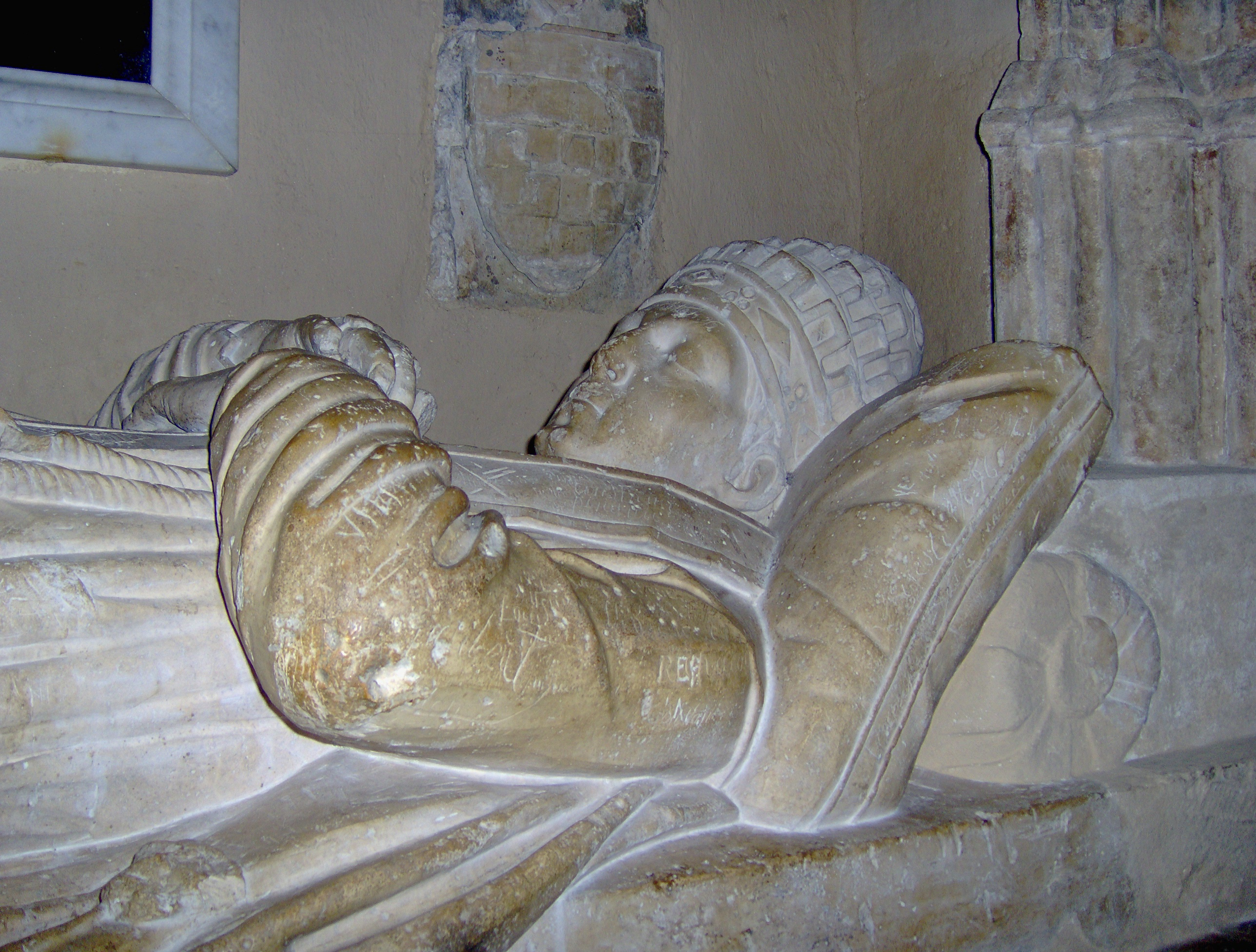
Grabstätte von Benedikt XII.
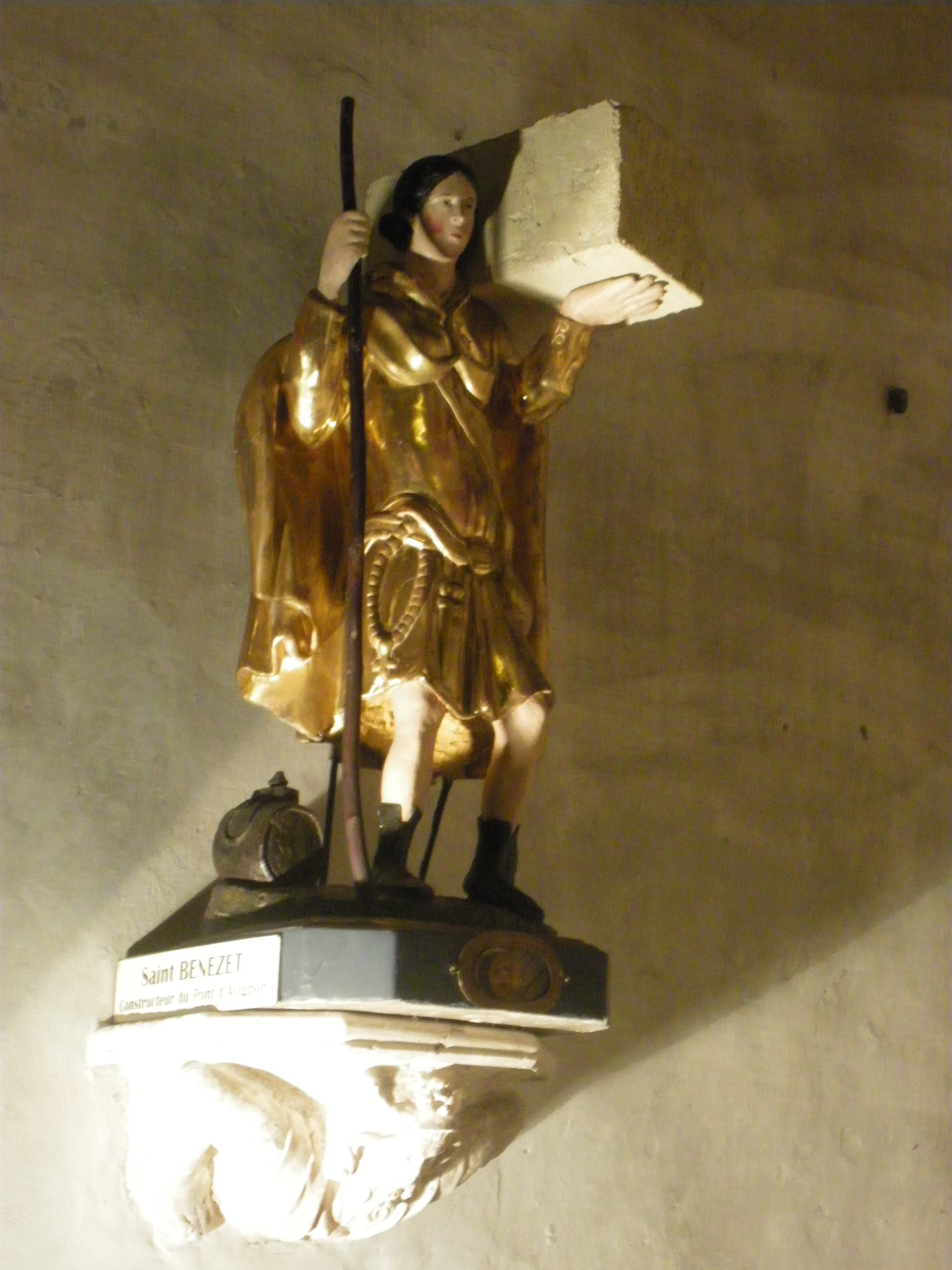
Hl. Benezet
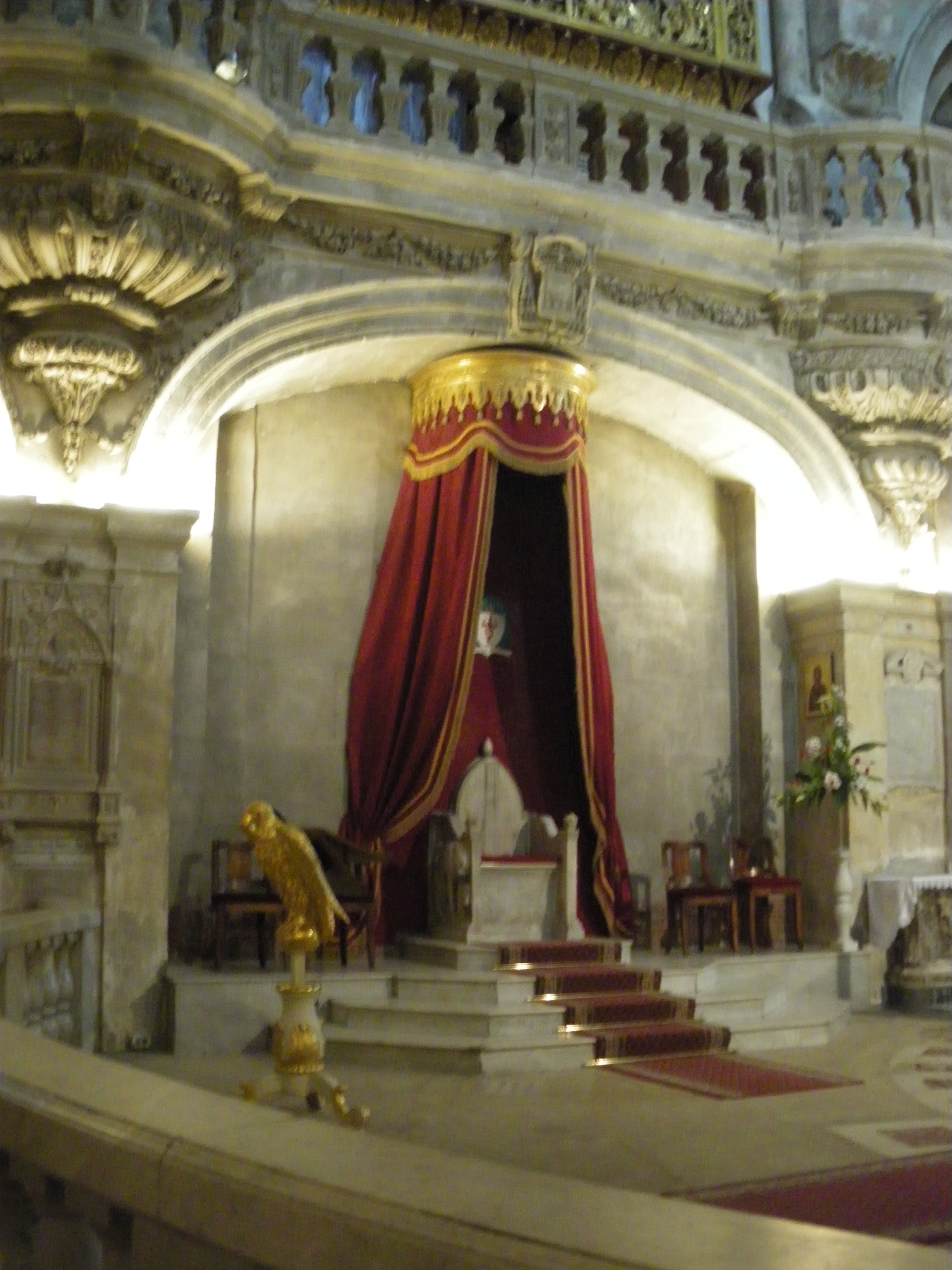
Bischofssitz
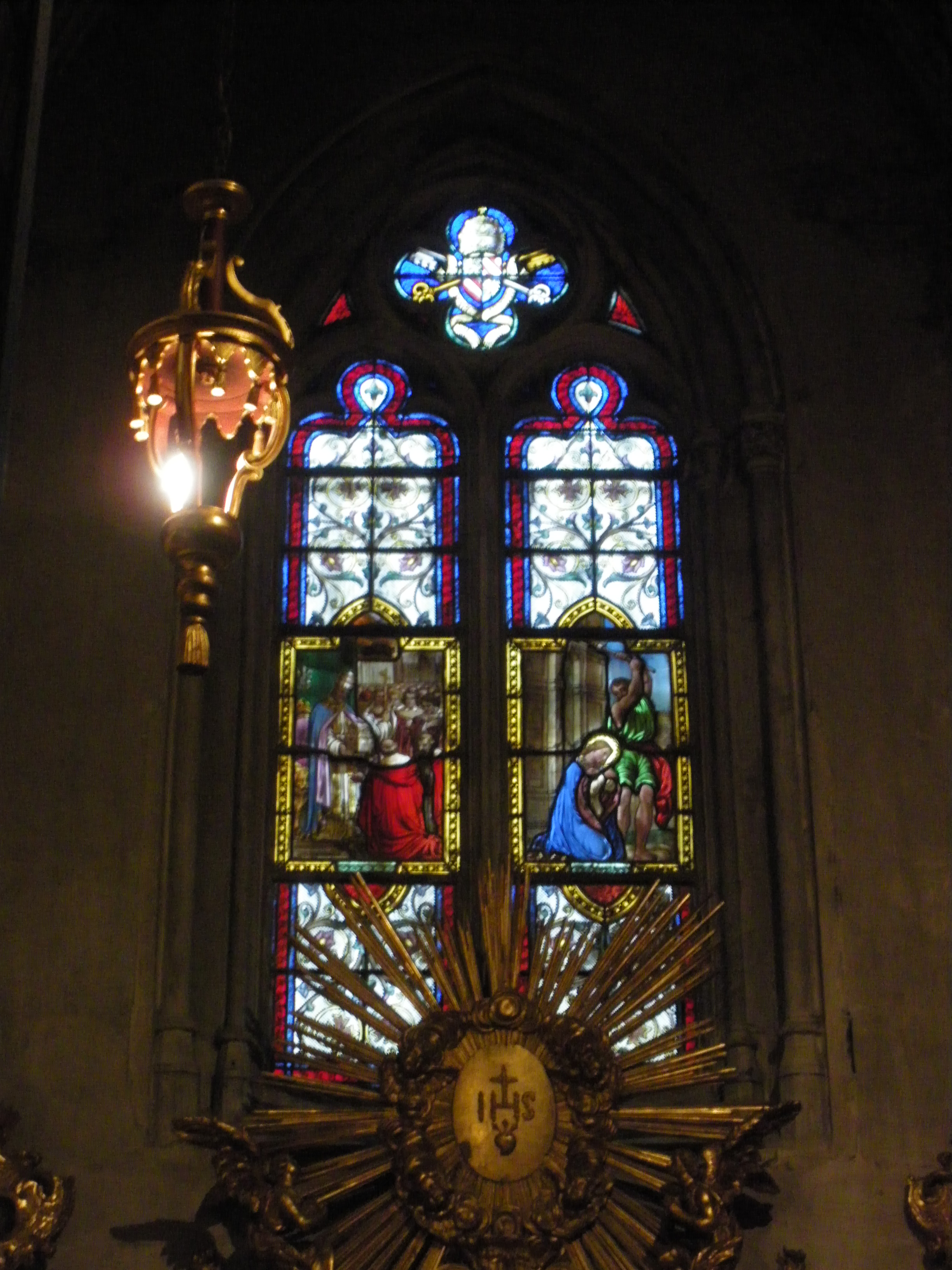
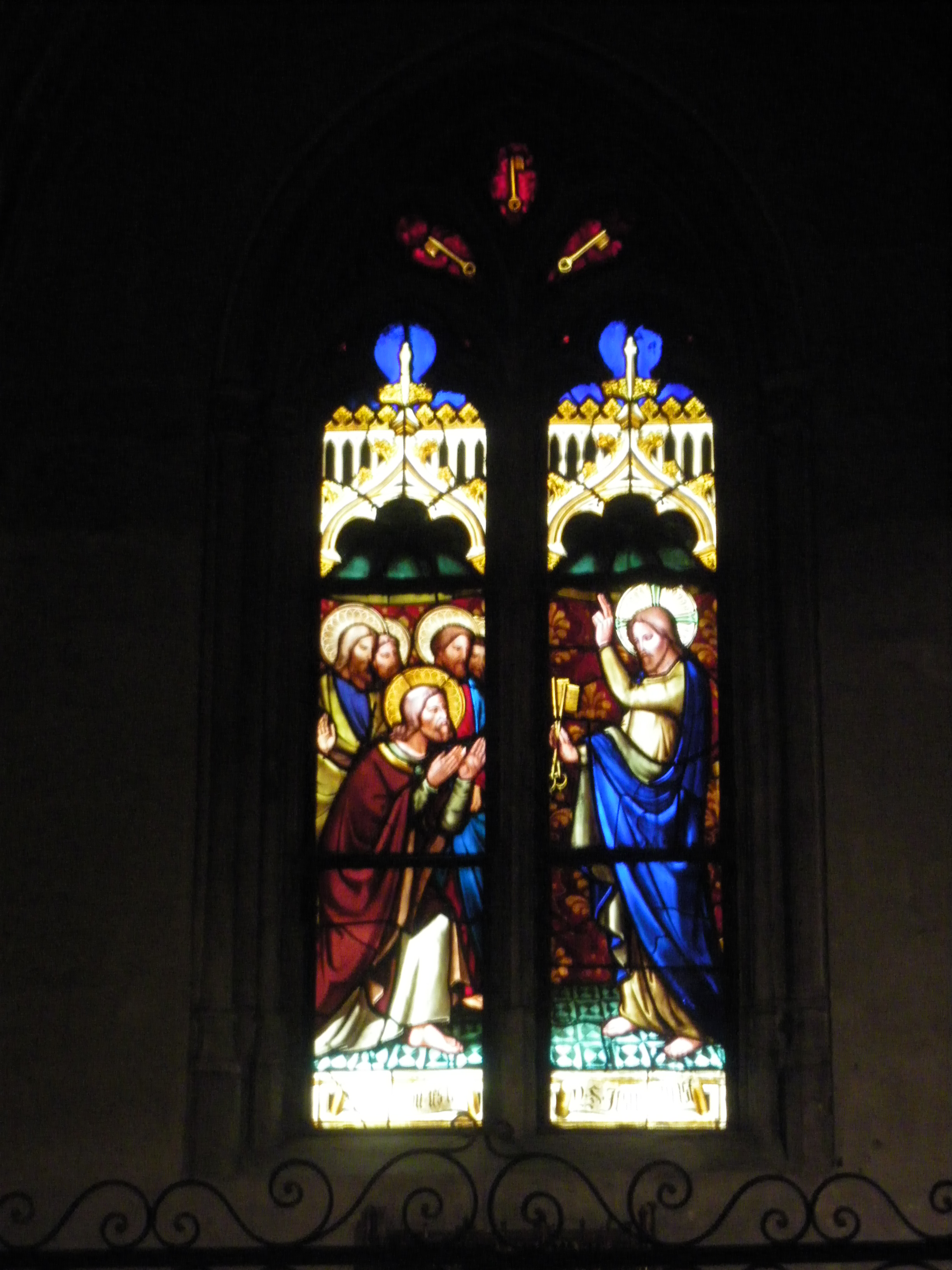
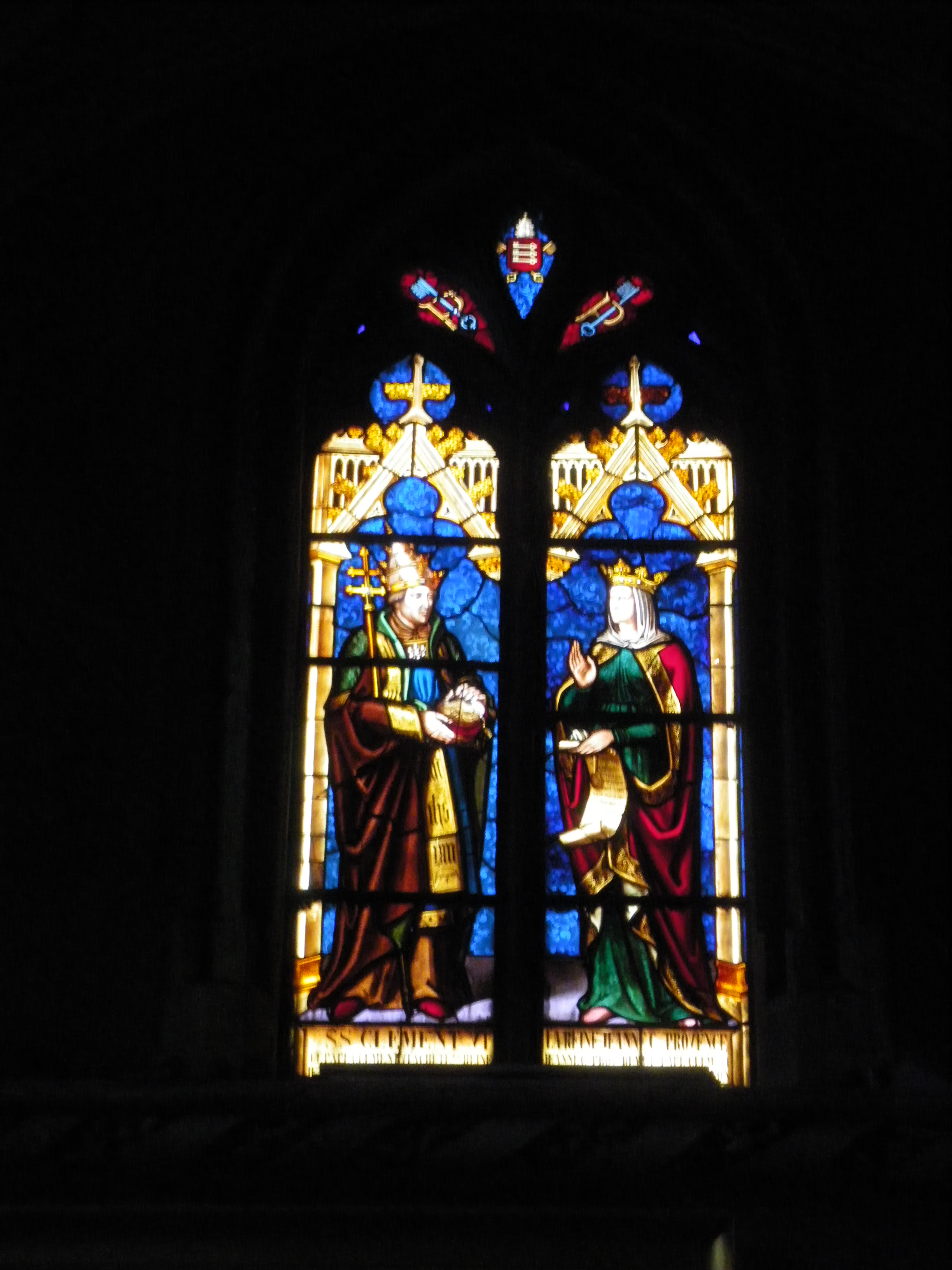

## Turmstatue
Das markanteste Merkmal der Kathedrale ist die 4,5 Tonnen schwere aus Blei hergestellte, vergoldete Statue der Jungfrau Maria, die seit 1859 den Westturm überragt. Der Ostturm, der heute zugleich Glockenturm ist, stürzte 1405 ein, war aber bereits bis 1425 wieder aufgebaut.

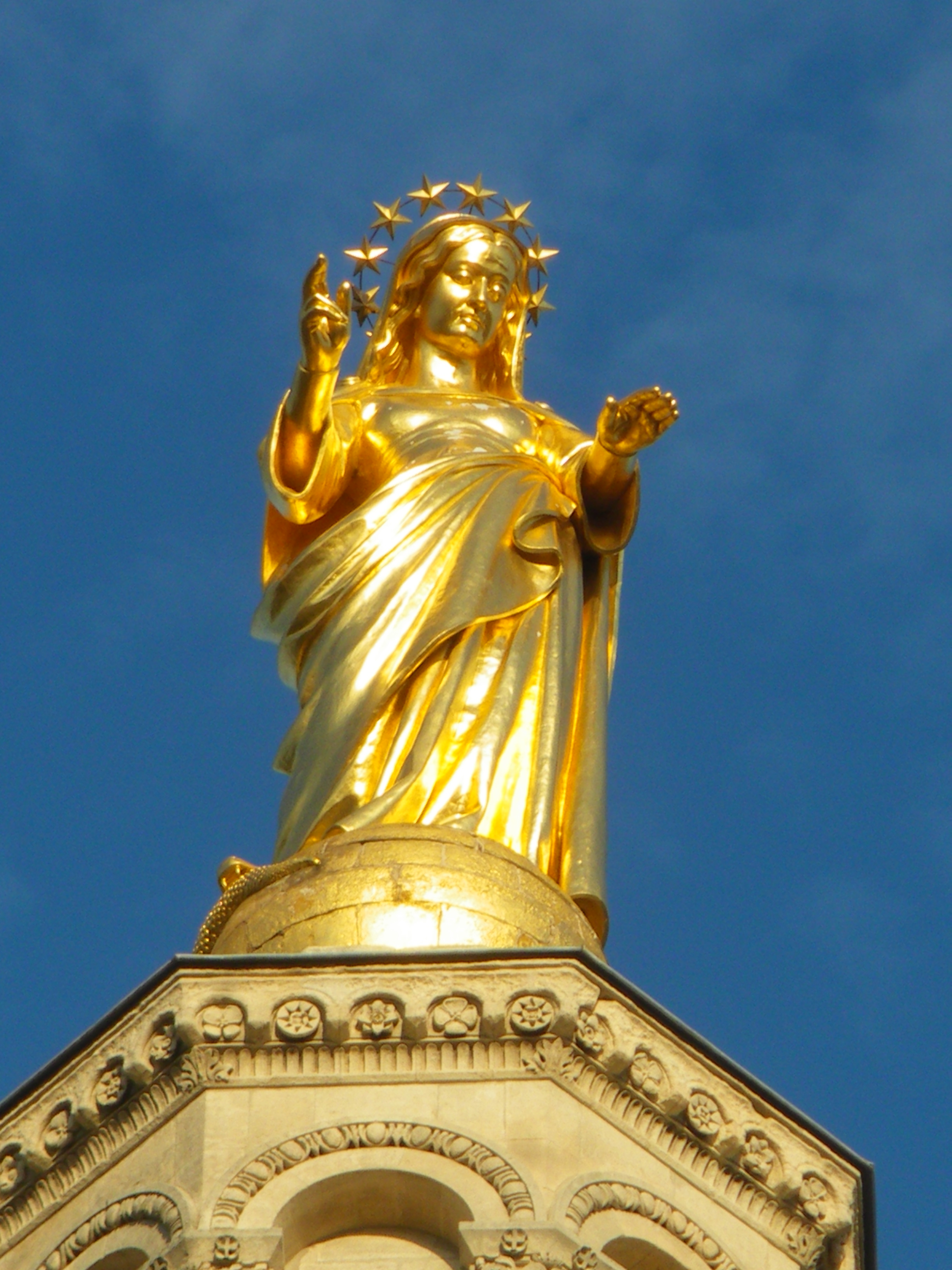
Die Statue der Jungfrau Maria
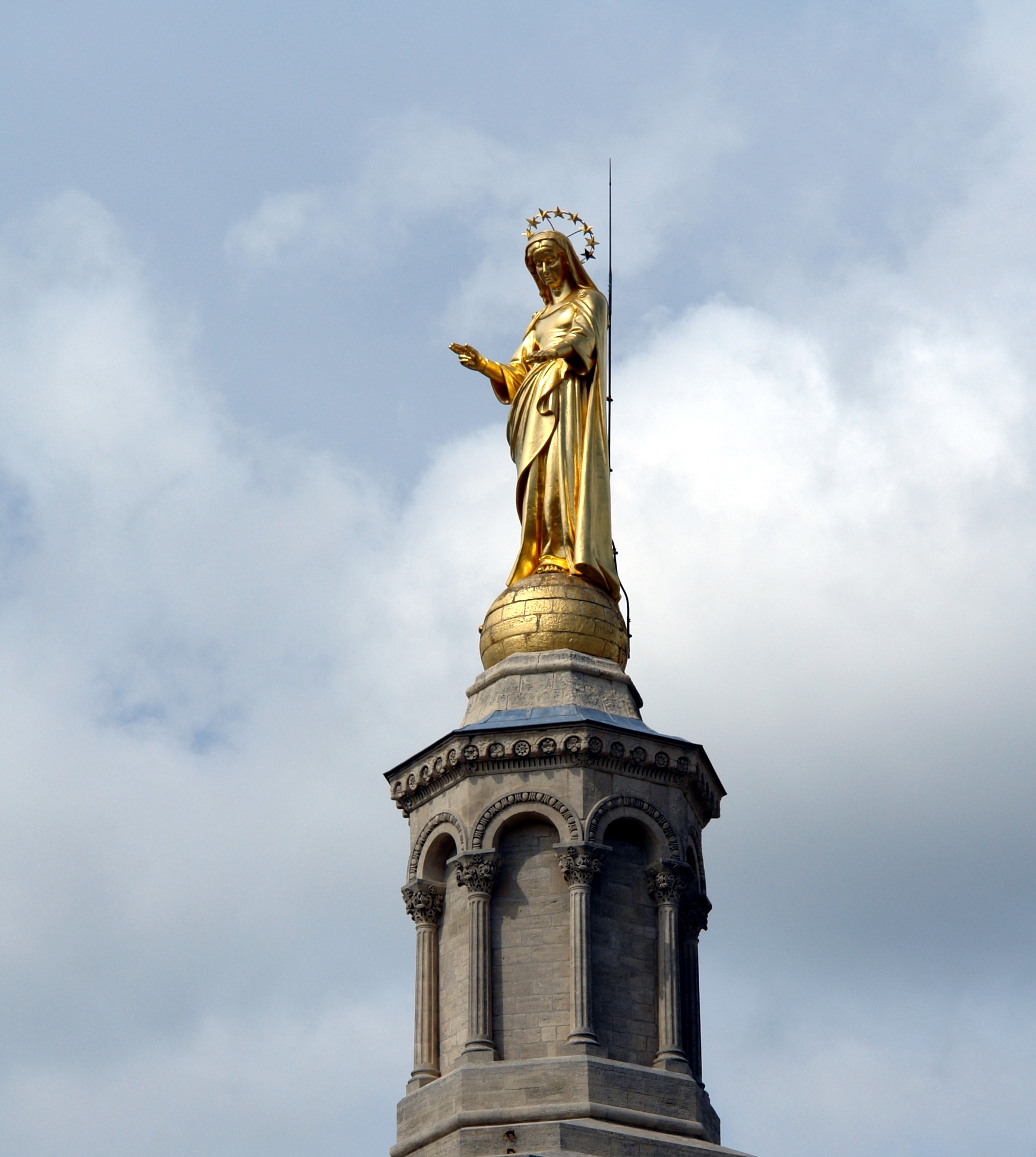
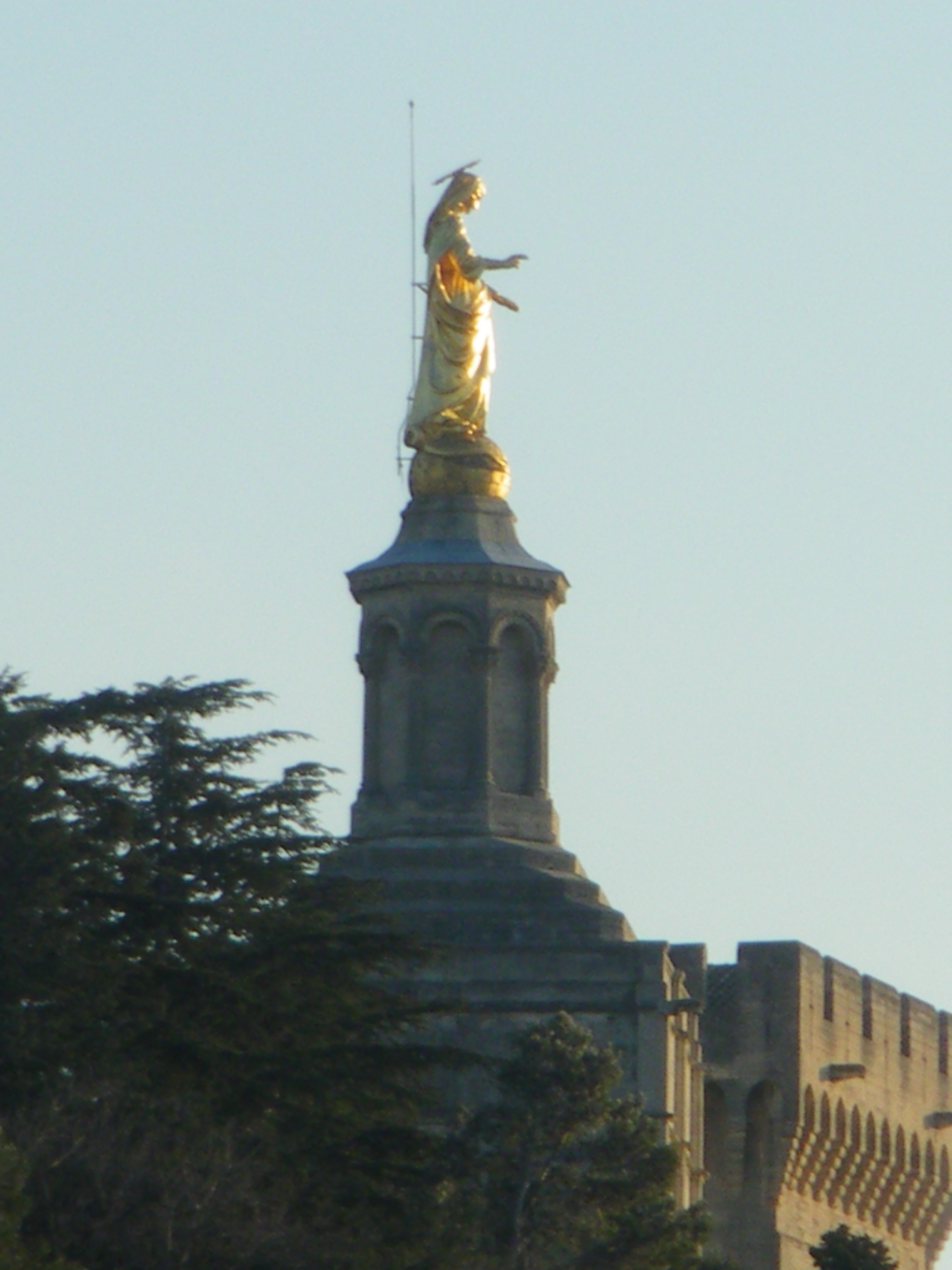

## Orgeln

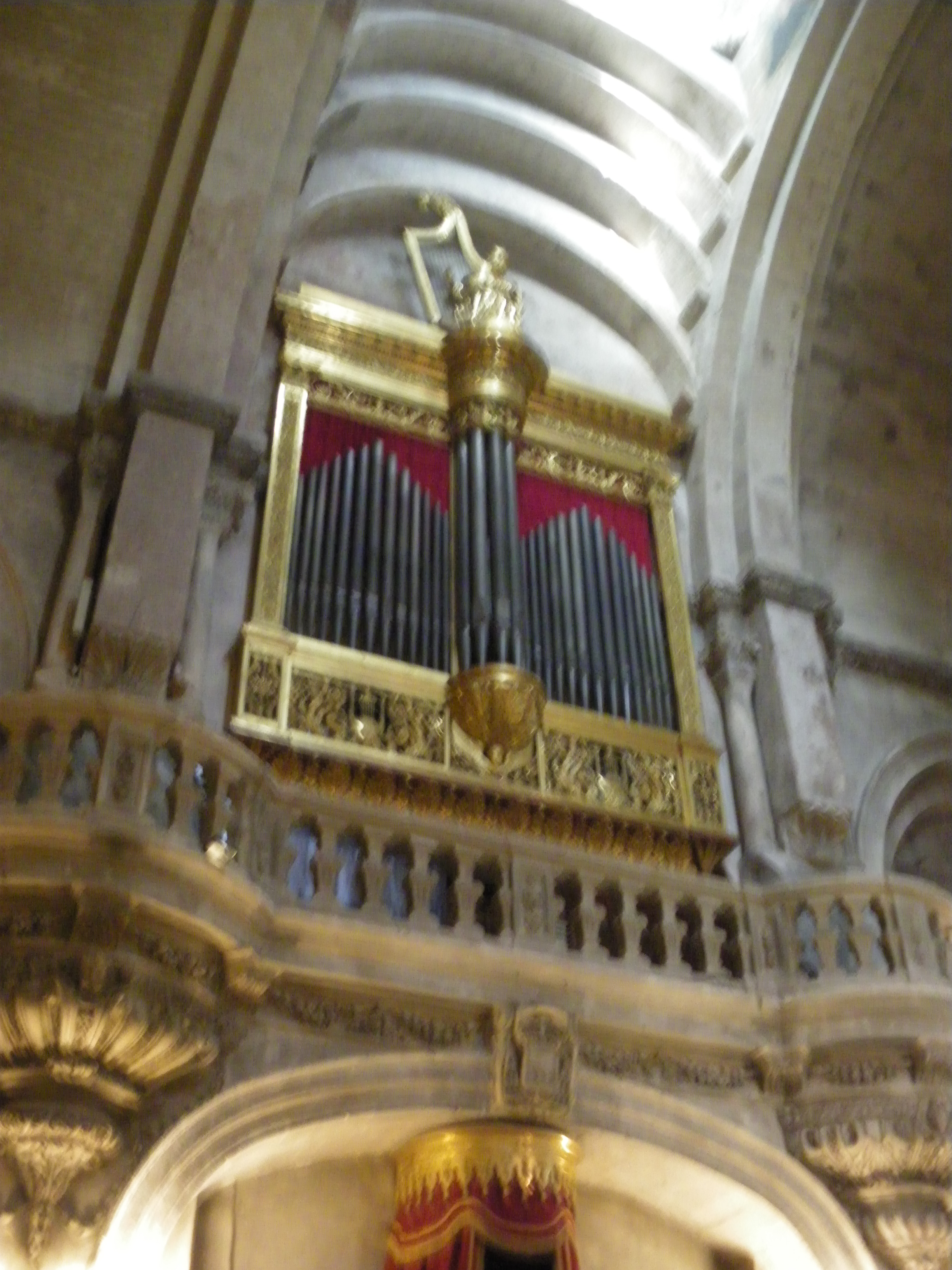
Blick auf die italienische Orgel

Die Orgel wurde 1818 vom Mailänder Orgelbauer Lodovico Piantanida als „Italienisches Instrument“ erbaut. 1860 nahm der Orgelbauer Théodore Puget (Toulouse) einige Veränderungen vor. 1966 wurde das Instrument durch den Orgelbauer Alain Sals (Malaucène) in den Ursprungszustand zurückversetzt. Die letzte Restaurierung führte die italienische Orgelbaufirma Mascioni im Jahre 2004 aus. Das Instrument hat Register auf einem Manual, ohne eigenständiges Pedalwerk. Das angehängte Pedal wird durch Registerzüge aus dem Manualwerk bestimmt.
| Premier rang C–g3 |                            |
| 1.                | Principale I bassi         |
| 2.                | Principale I soprani       |
| 3.                | Trombe bassi               |
| 4.                | Trombe soprani             |
| 5.                | Violoncello 4 bassi        |
| 6.                | Flauto soprani             |
| 7.                | Flauto traversiere soprani |
| 8.                | Flagioletto bassi          |
| 9.                | Flauto in ottava           |
| 10.               | Cornetto I                 |
| 11.               | Cornetto II                |

| Second Rang C–g3 |                                 |
| 12.              | Principale II bassi             |
| 13.              | Principale II soprani           |
| 14.              | Ottava                          |
| 15.              | Quintadecima                    |
| 16.              | Decimanona                      |
| 17.              | Vigesimaseconda                 |
| 18.              | Vigesimanona                    |
| 19.              | Trigesimaterza e Trigesimasesta |
| 20.              | Sesquialtera                    |
| 21.              | Voce Umana                      |

| Pédale „a l’Italienne“ (17 Tasten) |                       |
|                                    | Aus dem Premier Rang  |
| I.                                 | Bombarde ai pedali    |
| II.                                | Contrabassi ai pedali |
|                                    | Aus dem Second Rang   |
| III.                               | Timballi ai pedali    |
| IV.                                | Flauto ai pedali      |

## Glocken

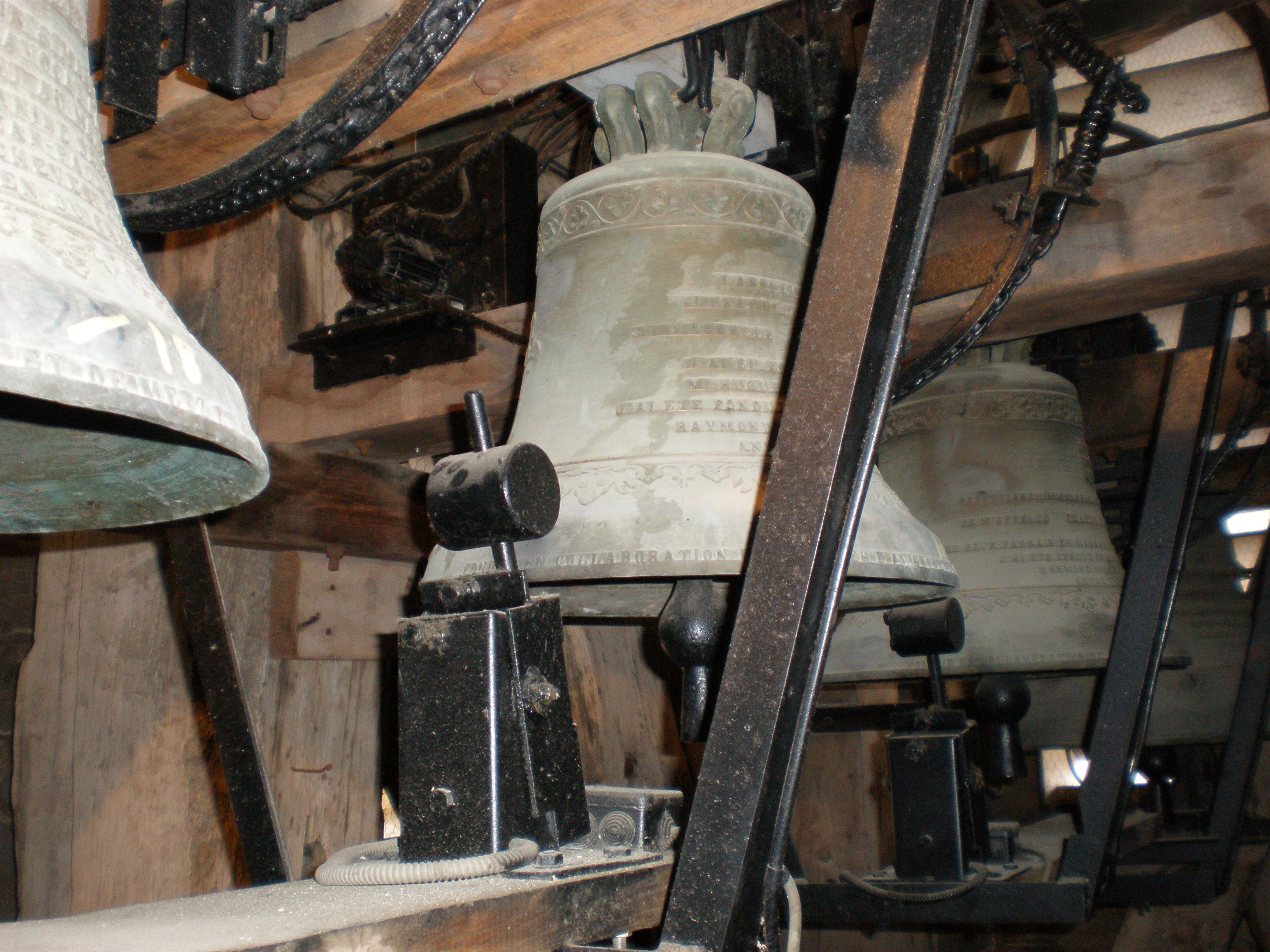
Glocken der Kathedrale zu Avignon

Im Glockenturm befindet sich ein Carillon mit 35 Glocken und einem Gesamtgewicht von 12 Tonnen. 13 Glocken sind schwingend läutbar. Der „Bourdon“, die größte Glocke der Kathedrale („Maria de Domnis“), wiegt allein 6300 kg. Die Glocke stammt aus dem Jahr 1854, gegossen von dem Gießer Pierre Pierron (Avignon). Weitere Glocken stammen aus dem Jahre 1856 (Glockengießer Burdin aus Lyon) und den Jahren 1979 bzw. 1989, als das Ensemble erweitert wurde.